# Arondismentul Saint-Germain-en-Laye
Arondismentul Saint-Germain-en-Laye (în franceză Arrondissement de Saint-Germain-en-Laye) este un arondisment din departamentul Yvelines, regiunea Île-de-France, Franța.

## Subdiviziuni

### Cantoane
- Cantonul Andrésy
- Cantonul La Celle-Saint-Cloud
- Cantonul Chatou
- Cantonul Conflans-Sainte-Honorine
- Cantonul Houilles
- Cantonul Maisons-Laffitte
- Cantonul Marly-le-Roi
- Cantonul Le Pecq
- Cantonul Poissy-Nord
- Cantonul Poissy-Sud
- Cantonul Saint-Germain-en-Laye-Nord
- Cantonul Saint-Germain-en-Laye-Sud
- Cantonul Saint-Nom-la-Bretèche
- Cantonul Sartrouville
- Cantonul Triel-sur-Seine
- Cantonul Le Vésinet

### Comune
| 1. Achères (78005)                | 2. Aigremont (78007)                 | 3. Les Alluets-le-Roi (78010)     | 4. Andrésy (78015)                |
| 5. Bailly (78043)                 | 6. Bougival (78092)                  | 7. Carrières-sous-Poissy (78123)  | 8. Carrières-sur-Seine (78124)    |
| 9. La Celle-Saint-Cloud (78126)   | 10. Chambourcy (78133)               | 11. Chanteloup-les-Vignes (78138) | 12. Chatou (78146)                |
| 13. Chavenay (78152)              | 14. Conflans-Sainte-Honorine (78172) | 15. Crespières (78189)            | 16. Croissy-sur-Seine (78190)     |
| 17. Davron (78196)                | 18. Feucherolles (78233)             | 19. Fourqueux (78251)             | 20. Houilles (78311)              |
| 21. Louveciennes (78350)          | 22. Maisons-Laffitte (78358)         | 23. Mareil-Marly (78367)          | 24. Marly-le-Roi (78372)          |
| 25. Maurecourt (78382)            | 26. Le Mesnil-le-Roi (78396)         | 27. Montesson (78418)             | 28. Morainvilliers (78431)        |
| 29. Médan (78384)                 | 30. Noisy-le-Roi (78455)             | 31. Orgeval (78466)               | 32. Le Pecq (78481)               |
| 33. Poissy (78498)                | 34. Le Port-Marly (78502)            | 35. Rennemoulin (78518)           | 36. Saint-Germain-en-Laye (78551) |
| 37. Saint-Nom-la-Bretèche (78571) | 38. Sartrouville (78586)             | 39. Triel-sur-Seine (78624)       | 40. Verneuil-sur-Seine (78642)    |
| 41. Vernouillet (78643)           | 42. Villennes-sur-Seine (78672)      | 43. Villepreux (78674)            | 44. Le Vésinet (78650)            |
| 45. L'Étang-la-Ville (78224)      |                                      |                                   |                                   |

1. ↑  Q125359309[*] Verificați valoarea |titlelink= (ajutor)